# Alfred Joseph Clark
Alfred Joseph Clark (19 août 1885 - 30 juillet 1941) est un pharmacologue britannique et professeur de pharmacologie à l'University College de Londres. Il est un démystificateur de remèdes frauduleux et a fait des études pionnières sur l'effet placebo de nombreux remèdes revendiqués.

## Biographie
Il est né à Glastonbury, fils d'un quaker, Francis Joseph Clark de Street, Somerset. Il fait ses études à la Bootham School dans le Yorkshire et fréquente l'Université de Cambridge, obtenant un BA en 1907 et une maîtrise en 1910.
Après la Première Guerre mondiale, il est brièvement employé comme professeur de pharmacologie à l'Université du Cap en Afrique du Sud, mais l'utilise comme tremplin vers le poste plus prestigieux de professeur de pharmacologie à l'University College de Londres où il travaille de 1919 à 1926, prenant ensuite le poste de professeur de matière médicale à l'Université d'Édimbourg.
En 1928, il est élu membre de la Royal Society of Edinburgh, avec comme proposants James Hartley Ashworth, George Barger et James Alfred Ewing. Il est élu à la Royal Society en 1931.
Il siège au Conseil de recherches médicales de 1934 à 1938.
Il meurt à Édimbourg le 30 juillet 1941 des suites d'une intervention chirurgicale pour une occlusion intestinale le 28 juillet.
Clark sert dans les deux guerres mondiales. Pendant la Première Guerre mondiale, il rejoint le Royal Army Medical Corps et reçoit la Croix militaire en 1917  pour bravoure en France.
Pendant la Seconde Guerre mondiale, il conseille le gouvernement sur la guerre des gaz  et est l'un des nombreux hommes évacués de Dunkerque.
Il rencontré Beatrice ("Trixie") Powell Hazell au Cap en 1918 et ils se marient en 1919. Ils ont deux fils et deux filles. Son fils, David Clark, est un éminent psychiatre.